# Висящ мост
Висящ мост е вид мост с висяща носеща конструкция. При него пътната конструкция е окачена на вертикални окачвачи, те от своя страна – на главни въжета, които се опират във вертикални стълбове и се анкерират в земната основа.
Строят се от дълбока древност и обхващат както прости мостове от дъски и въжета, така и огромни мостове от стомана и бетон. Те са особено ефективни при голямо разстояние между опорите, като към 2007 г. всички реализирани мостове с отвор над 900 m са висящи.

## История
Висящият мост е един от най-старите видове мостове. Първите висящи мостове са направени от три или повече въжета, направени от увивни растения, като хората са ходели директно по въжетата. Първите висящи мостове с дъски (талпи), лежащи на 2 дебели въжета, датират най-рано от 285 г. пр.н.е. в Китай, и други мостове от подобен тип са датирани също в Тибет. 7 моста от такъв тип са построени в Китай към 95 г. пр.н.е. в Чънду от Li Bing.
През ХVІІ век Империята на маите е имала висящ мост в столицата си Яшчилан.
Висящи мостове с използване на въжета от стомана също са известни първо в Китай и Хималаите, въпреки че най-ранната дата не може да бъде определена. Пример е Luding Bridge, датиран от 1703 г., който е дълъг 100 m и използва 11 стоманени въжета.
Първата известна конструкция на съвременен висящ мост в Западната цивилизация е приписван на Фауст Вранчич, в чиято книга от 1595 г. „Machinae Novae“ са включени рисунки на дървен и въжен мост, както и на хибриден висящ мост с метални вериги. Първият такъв мост е построен от Джеймс Финли – с метални вериги, на залива Якоб (Jacob’s Creek) в Пенсилвания през 1801 г. Този факт е широко публикуван от 1810 г., като дава началото на период на бързо развитие на модерните висящи мостове.

## Най-дълги мостове
Висящите мостове обикновено се подреждат според разстоянието между двата носещи стълба (главния отвор). Към 2019 г. следните десет моста са с най-дълги отвори. Посочена е дължината на главния отвор и годината на откриване на моста за движение:
1. Акаши Кайкьо (Япония), 1991 m – 1998 г.
2. Yangsigang Bridge (Китай), 1700 m – 2019 г.
3. Xihoumen Bridge (Китай), 1650 m – 2007 г.
4. Транспортна връзка Големият Белт (Дания), 1624 m – 1998 г.
5. Осман Гази (Турция), 1550 m – 2016 г.
6. Yi Sun-sin bridge (Южна Корея), 1545 m – 2012 г.
7. Runyang Bridge (Китай), 1490 m – 2005 г.
8. Fourth Nanjing Yangtze Bridge (Китай), 1418 m – 2012 г.
9. Хамбър (мост), (Англия, Великобритания), 1410 m – 1981 г.
10. Явуз Султан Селим (Турция), 1408 m – 2016 г.

## Снимки
- Мостът Акаши Кайкьо през нощта
- Мост Голдън Гейт в Сан Франциско
- Мост Голдън Гейт, Калифорния, САЩ
- Мостът Маккинък (Мичиган) по време на снежна буря; при силни ветрове мостът се затваря.
- Мостът Маккинък през нощта.
- Висящ мост в Латвия.